# Åke Corshammar
Åke Albin Gideon Corshammar, född 12 november 1904 i Fredsberg, död 1974, var en svensk teckningslärare, målare och grafiker. 
Han var son till lantbrukaren C. J. Carlsson och Charlotta Larsson samt från 1947 gift med Britta Ingegärd Hedström.
Corshammar studerade vid olika målarskolor i Berlin, Oldenburg och i Paris för André Lhote 1927-1930 senare även vid Académie des Beaux-Arts i Paris. Han genomförde en rad sommarutställningar i Båstadstrakten och har medverkat i samlingsutställningar på åtskilliga platser i Sverige.
Han konst består av porträtt, mariner, modellstudier, landskap och Italienbilder i skiftande tekniker. Han var under en period anställd som teckningslärare vid Båstads realskola.